# Stenaoplus bicolor
Stenaoplus bicolor là một loài tò vò trong họ Ichneumonidae.